# Соколов, Дмитрий Иванович (Герой Советского Союза)

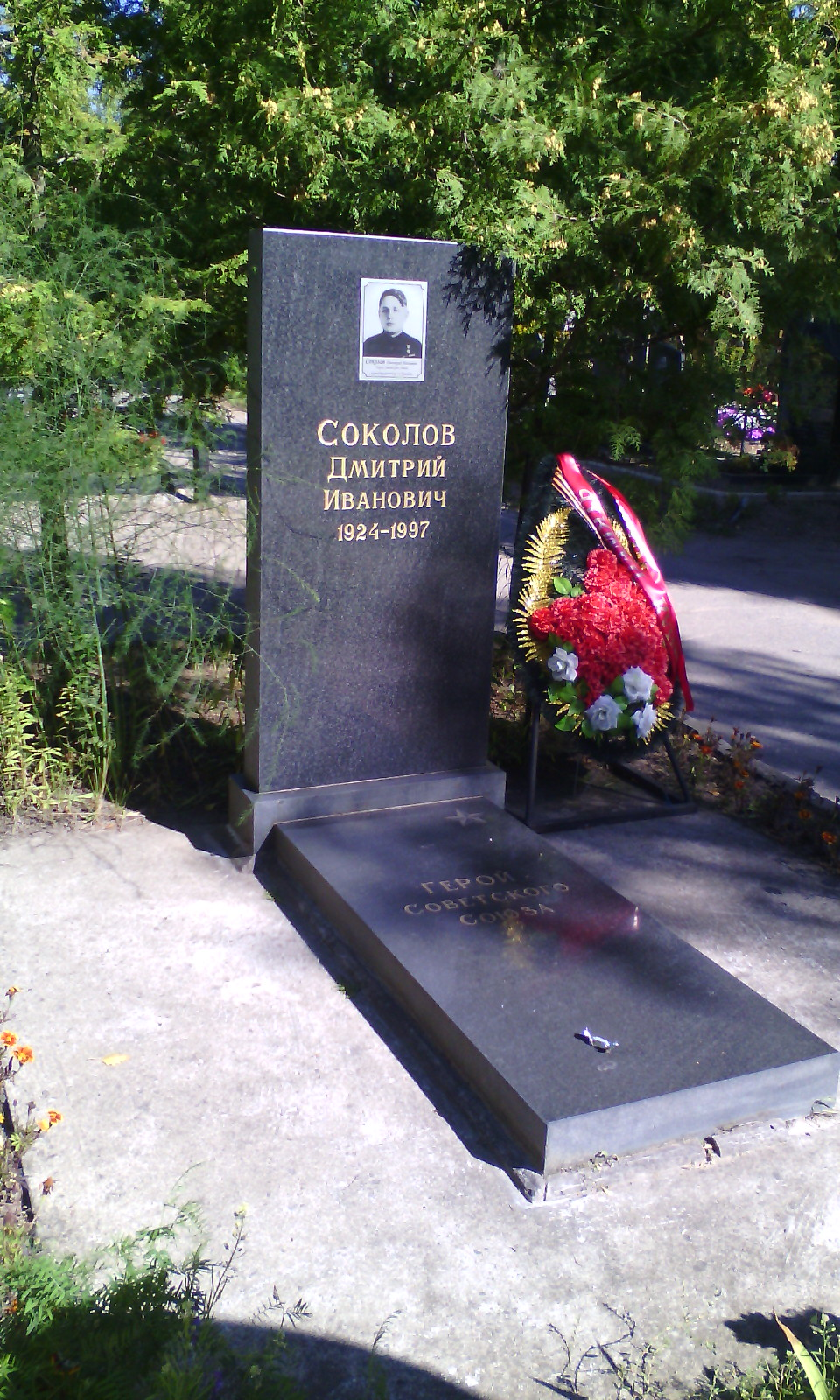
Могила Соколова Д. А. на Западном кладбище Великого Новгорода

Дмитрий Иванович Соколов (1924—1992) — старшина Советской Армии, участник Великой Отечественной войны, Герой Советского Союза (1944).

## Биография
Дмитрий Соколов родился 24 октября 1924 года в деревне Теремово (ныне — Старорусский район Новгородской области). После окончания неполной средней школы работал в колхозе. В марте 1942 года Соколов добровольно вступил в партизанский отряд.
С марта 1943 года старшина Дмитрий Соколов был начальником разведки сначала отряда, а затем 3-го полка 5-й Ленинградской партизанской бригады. Лично участвовал в разведывательных операциях, добывая важные сведения о противника, уничтожил 3 эшелона, 14 автомашин, 102 рельса, 213 солдат и офицеров противника.
Указом Президиума Верховного Совета СССР от 2 апреля 1944 года за «выполнение правительственных заданий в борьбе против немецких захватчиков в тылу противника и проявленные при этом отвагу и геройство» старшина Дмитрий Соколов был удостоен высокого звания Героя Советского Союза с вручением ордена Ленина и медали «Золотая Звезда» за номером 3407.
После соединения с частями РККА Соколов продолжил военную службу в их составе. Участвовал в советско-японской войне. В 1947 году Соколов был демобилизован. Проживал сначала в Сибири, затем в Риге, работал в местных органах государственной безопасности. После распада СССР жил в Новгороде.
Умер 7 февраля 1997 года, похоронен на Западном кладбище Новгорода.
Почётный гражданин Старой Руссы. Был также награждён двумя орденами Красного Знамени, двумя орденами Отечественной войны 1-й степени и рядом медалей.
Бюст Героя Советского Союза Д. Соколова установлен на Аллее Героев в Парке Победы в городе Старая Русса.